# İşbank
İşbank, ufficialmente Türkiye İş Bankası A.Ş. (in turco: Banca d'affari della Turchia), è una banca turca con sede a Istanbul. Fondata nel 1924 su direttiva di Mustafa Kemal Atatürk, è stata la prima istituzione finanziaria della Repubblica di Turchia.
Al 31 dicembre 2021 era la più grande banca privata del Paese per cespiti, depositi e patrimonio netto, nonché per numero di filiali e dipendenti. La banca dispone infatti di circa 1 170 uffici a livello nazionale, oltre a filiali e uffici di rappresentanza in Cipro del Nord, Germania, Russia, Georgia, Paesi Bassi, Iraq, Kosovo, Regno Unito, Bahrain, Egitto, e Cina.
È quotata nell'indice BIST 100 della Borsa Istanbul e alla Borsa di Londra.

## Storia
A seguito della Prima Guerra Mondiale e della successiva dissoluzione dell'Impero Ottomano, nel 1923 la Turchia fu dichiarata una repubblica e Mustafa Kemal Atatürk fu eletto dalla Grande Assemblea Nazionale di Ankara quale primo presidente. Consapevole della necessità di istituire una banca nazionale per ricostruire l'economia turca dopo lo sfacelo bellico, Atatürk decise di fondare la İşbank il 26 agosto 1924 al Primo Congresso di Economia tenutosi a Smirne.
L'istituto fu affidato alla guida del suo primo direttore generale, Celâl Bayar. La prima sede fu nella capitale Ankara, ma nel giro di pochi anni furono inaugurati uffici anche a Istanbul, Smirne e Bursa.

## Sussidiarie
- Anadolu Sigorta
- Anadolu Hayat Emeklilik
- Bankamatik
- Maximum Kart
- Şişecam A.Ş.
- Privia
- Maximiles
- İş Yatırım
- İş Leasing
- İş Factoring
- Camİş
- İşnet
- Softtech
- Türkiye İş Bankası Kültür Yayınları